# Groupe Brandt
Pour les articles homonymes, voir Brandt.
Groupe Brandt est un groupe industriel français, dont le siège social se trouve à Rueil-Malmaison, spécialisé dans l'électroménager et appartenant au conglomérat algérien Cevital.
Le groupe est propriétaire des marques Brandt, Sauter, Vedette et De Dietrich.

## Histoire
Le 15 avril 2014, le conglomérat algérien Cevital reprend les activités françaises du groupe Fagor-Brandt. Le groupe Cevital prévoyait de reprendre également les activités espagnoles et polonaises du groupe Fagor, mais l'offre de reprise de l'activité en Espagne n'a pas été retenue par la justice espagnole et l'usine polonaise du groupe Fagor a finalement été reprise par BSH Hausgeräte.
En difficulté au moment de la reprise par Cevital en 2014, Brandt est en meilleure santé depuis 2016 et a réussi le pari de sa relance. Ainsi, alors que le PDG du groupe algérien Issad Rebrab avait promis de conserver 1 225 employés sur les 1 760 qui y travaillaient avant le rachat, il y en avait 1 200 qui officiaient encore dans l'entreprise.

## Marques
Les principales marques du groupe sont :
- Brandt[5].
- Sauter[6].
- Vedette[7].
- De Dietrich[8].

## Sites de production
Actuellement, la production de gros-électroménager est réalisée dans trois usines :
- deux en France :
  - Orléans, pour les cuisinières, fours, tables vitrocéramique et induction,
  - Vendôme, pour les hottes décoratives, fours, tables vitrocéramique et induction et micro-ondes encastrables ;
- un en Algérie :
  - Sétif[9], le complexe de Sétif, d’une superficie de 95 000 m2, qui a nécessité un investissement de 250 millions d’euros, produit annuellement, à partir du premier trimestre 2017, huit millions d'appareils dont le taux d'intégration est de 70 à 80 %. Il emploie dans un premier temps 4 000 salariés. Il est en mesure de produire annuellement 500 000 appareils de haut de gamme[10] (téléviseurs, cartes électroniques lave-linge, cuisinières et climatiseurs) dont 90 % sont destinés à l’exportation[11] ; avec cette usine, le groupe Brandt compte devenir le plus grand exportateur d'électroménager d'Europe et de la région MENA[12].